# Markus Förderer
Markus Förderer   (Baden-Baden, 14 de juliol de 1983) és un director de fotografia alemany.

## Carrera
Markus Förderer va estudiar en la Universitat de Televisió i Cinema de Munic. Des del 2007, quan encara estava estudiant, va començar amb aquesta carrera i va fer els seus primers corresponents treballs. Per la pel·lícula Hell (2011), que va ser també el seu debut i que li va valer el Premi a la millor fotografia al XLIV Festival Internacional de Cinema Fantàstic de Catalunya Förderer va rebre en el 2012 el Premi de Fotografia Alemany. A causa del seu treball en la pel·lícula, per la qual va rebre altres premis, fins i tot internacionalment, Förderer es va convertir en una persona interessant per Hollywood. Per això va poder participar allí en diverses pel·lícules, entre elles Independence Day: Resurgence (2016).
Markus Förderer és membre del Bundesverband Kamera, l'associació alemanya de directors de fotografia.

## Filmografia (Selecció)
- 2011: Hell
- 2012: Puppe, Icke und der Dicke
- 2013: Finsterworld
- 2014: I Origins
- 2015: Stonewall
- 2016: Independence Day: Resurgence
- 2018: Megan (curtmetratge)
- 2021: Bliss
- 2021: Trides
- 2021: Red Notice
- 2024: Constellation